# مرگ تصادفی یک آنارشیست
مرگ تصادفی یک آنارشیست (به ایتالیایی: Morte accidentale di un anarchico) یک نمایشنامه ایتالیایی که توسط داریو فو نویسنده ایتالیایی برنده نوبل ادبیات در سال ۱۹۷۰ نوشته شده‌است. این اثر یکی از مشهورترین آثار این نویسنده است.
مرگ تصادفی یک آنارشیست در زمستان سال ۱۳۹۲ در سالن سایه تئاتر شهر تهران با کارگردانی مصطفی عبداللهی به روی صحنه رفت. این اجرا به عنوان بهترین اثر سال از نگاه تماشاگران و همچنین پر فروش ترین نمایش همان سال لقب گرفت. در این اثر میکاییل شهرستانی، امیر عباس توفیقی و مهدی زمین پرداز نقش آفرینی نمودند
مرگ تصادفی یک آنارشیست در سال ۱۳۹۵ در شیراز توسط گروه تئاتر پویا به کارگردانی نوید جعفری و با نقش آفرینی زاوش تقوایی، علیرضا جهاندیده، مهری منصوری، حسین چناری، نوید جعفری و محمد علی امیری  به روی صحنه رفت  [۲]  و یکی از پر بیننده‌ترین نمایش‌های سال شد.
نوید جعفری در سال ۱۳۹۲ دیگر نمایشنامه داریو فو به نام همه دزدها دزد نیستند را نیز به روی صحنه برد که مورد استقبال مخاطبان قرار گرفت

پس از ۹ سال در زمستان ۱۴۰۱ در هیاهوی اعتراضات یک بار دیگر این نمایشنامه به کارگردانی علی درزی و نقش آفرینی علی سعیدی، آرمین احمدوند، علی درزی، مهدی مارزی، مصطفی دستجردی و رزامحمدی در تماشاخانه دا بر روی صحنه رفت که به دلیل نزدیکی موضوع و دیدگاه کارگردان نسبت به جنبش ۱۴۰۱ با استقبال علاقمندان به تئاتر رو به رو شد.

## در مورد اثر
مرگ تصادفی یک آنارشیست شاهکار داریو فو نمایشنامه‌نویس ایتالیایی است که به دلیل استفاده از خنده در گشودن چشم‌های ما به بی عدالتی در هفتاد و یک سالگی جایزهٔ نوبل ادبیات را از آن خود کرد.

## سبک نوشتار
فو عناصر فنی دلقک بازی روایی اش را در فرشینه تاتری فشرده‌ای می‌بافند که در آن سیاست و شعر از هم جدا نشدنی هستند. ضرباهنگ کمیک او از جدل میان آزادی و خفقان که جوهر داستان اوست، پدید می‌آیند. هر یک از اوج‌های خنده‌آور کار او در هم نوازی با آهنگ رهایی بخش علیه بیدادگری پدید آمده‌اند.

## ترجمه به فارسی
چندین ترجمه از این نمایشنامه به زبان فارسی منتشر شده است.
- مرگ تصادفی یک آنارشیست، ترجمهٔ یداللّه آقاعباسی و علی‌اصغر مقصودی، نشر قطره، ۱۳۸۴، شابک ۹۶۴-۳۴۱-۴۰۰-۰
- مرگ تصادفی یک آنارشیست، ترجمهٔ رضوان صدقی‌نژاد، گلمهر، ۱۳۸۱، شابک ۹۶۴-۷۴۳۸-۰۱ مقدار |شابک= را بررسی کنید: length (کمک)
- صبا عرب, ویراستار (۱۳۹۶)، مرگ تصادفی یک آنارشیست، ترجمهٔ جمشید کاویانی، کیان‌افراز، شابک ۹۷۸-۶۰۰-۹۷۲۲۲-۲-۸